# أوسترلوفيناتور

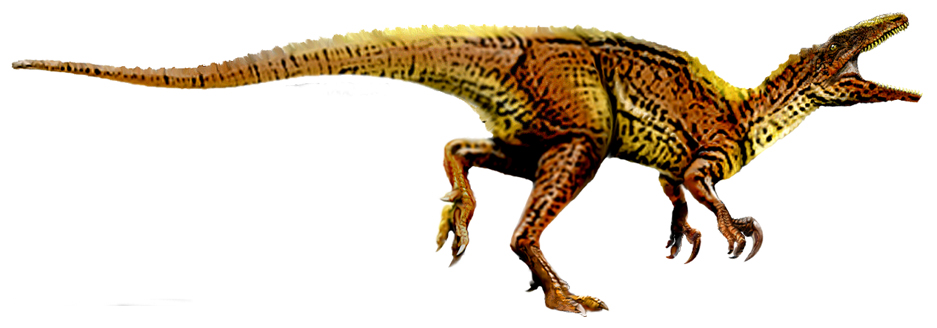
إعادة إنشاء الأوسترلوڤيناتور

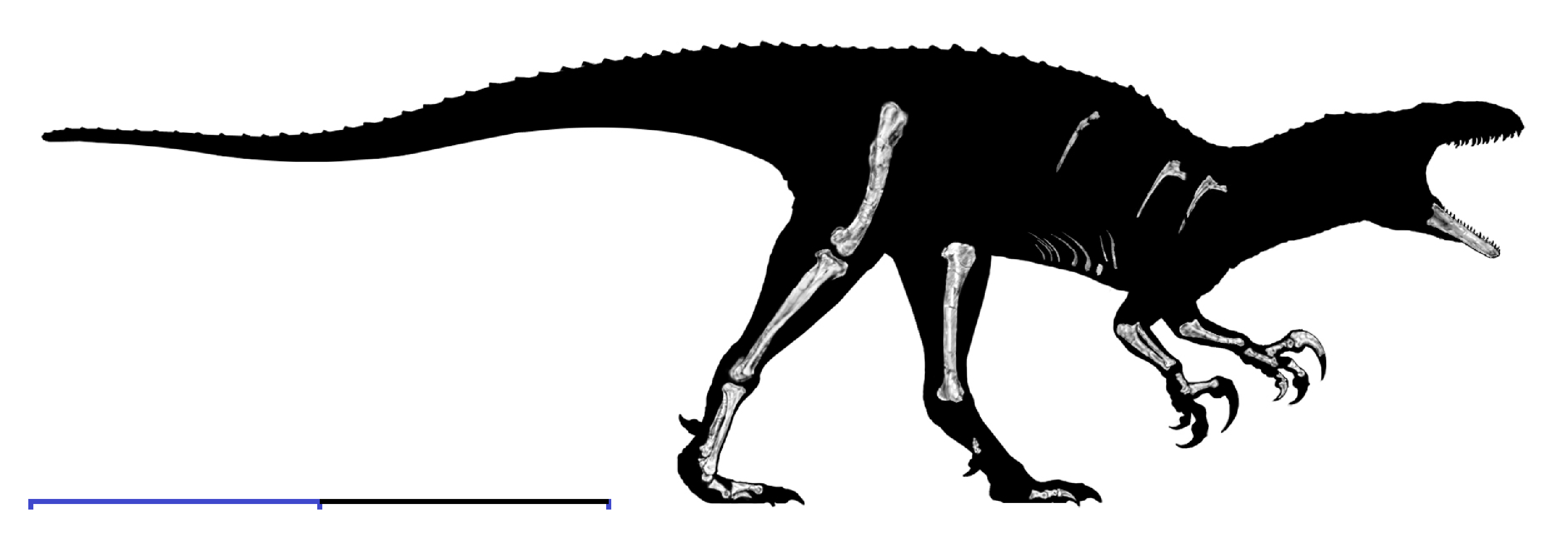
صورة ظلية مع عناصر الهيكل المعروفة

الأوسترلوڤيناتور (Australovenator، يعنى "صياد جنوبي") هو جنس ديناصور من Megaraptora الثيروبودا من صخور مرحلة الألبي في عصر الطباشيري المتأخر (تم تأريخها إلى 95 مليون سنة مضت)، تم التعرف عليه من بقايا جزئية من الجمجمة و Postcrania والتي وصفت في 2009 من قبل سكوت هوكنال والزملاء.